# 新火典禮

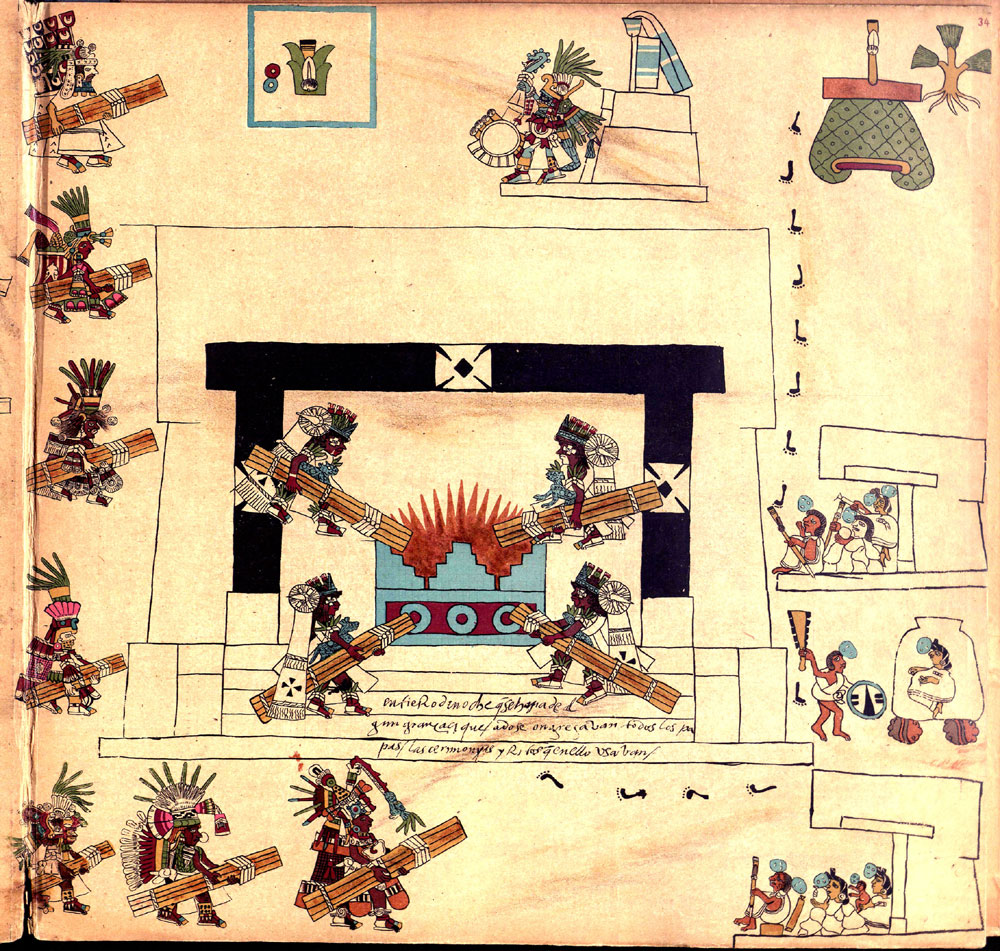
《波旁尼克手抄本》中对于新火典礼的描绘

新火典礼（西班牙語：Ceremonia del Fuego Nuevo）是中部美洲古文明阿兹特克的节日庆典，每一轮阿兹特克历法周期结束后举办，即每隔52年举办一次。
阿兹特克人将历法周期的末尾视作“年关”（Binding of the Years），新火典礼是阿兹特克人试图度过“年关”时的习俗之一。阿兹特克人认为52年的一个历法周期也是一个生命周期，在某个周期结束时，太阳将会熄灭，神会毁灭整个世界。为维持世界的运转、祈求避开灾难，故举行新火典礼；若世界幸免于难，则一切事物都将重获新生。因此，在新火典礼期间，人们会打碎家中所有的旧陶器、扑灭所有火焰。祭司会在活人祭品的胸膛上点燃“新火”，挖出心脏支持其燃烧，由使者将之传至各个公社（calpulli），作为一切新火焰的火种，也预示着太阳的重生。人们甚至会割掉耳朵，或是将自己的鲜血投入火中，以确保世界在新的周期结束后继续运转。
新火典礼和其他众多宗教习俗一样，并非阿兹特克人，或狭义上特诺奇蒂特兰文明的专属，更非其所开创，而是后古典期中部美洲文明共通的习俗 。不过，根据《特拉特洛尔科编年史》记载，墨西加人在摆脱旧主特帕内克人后恰逢一次新火典礼，因此新火典礼对于阿兹特克人来说亦是纪念其统治王朝创立的庆典。